# Harald Hudak
Harald Hudak (Vaihingen an der Enz, 28 gennaio 1957 – Leverkusen, 2 dicembre 2024) è stato un mezzofondista tedesco.

## Palmarès
| Anno | Manifestazione | Sede   | Evento      | Risultato | Prestazione | Note |
| ---- | -------------- | ------ | ----------- | --------- | ----------- | ---- |
| 1979 | Europei indoor | Vienna | 1.500 metri | 6º        | 3'45"9      |      |